# Cardamine dentata
Cardamine dentata är en korsblommig växtart som beskrevs av Schult.. Cardamine dentata ingår i släktet bräsmor, och familjen korsblommiga växter. Inga underarter finns listade i Catalogue of Life.

## Bildgalleri

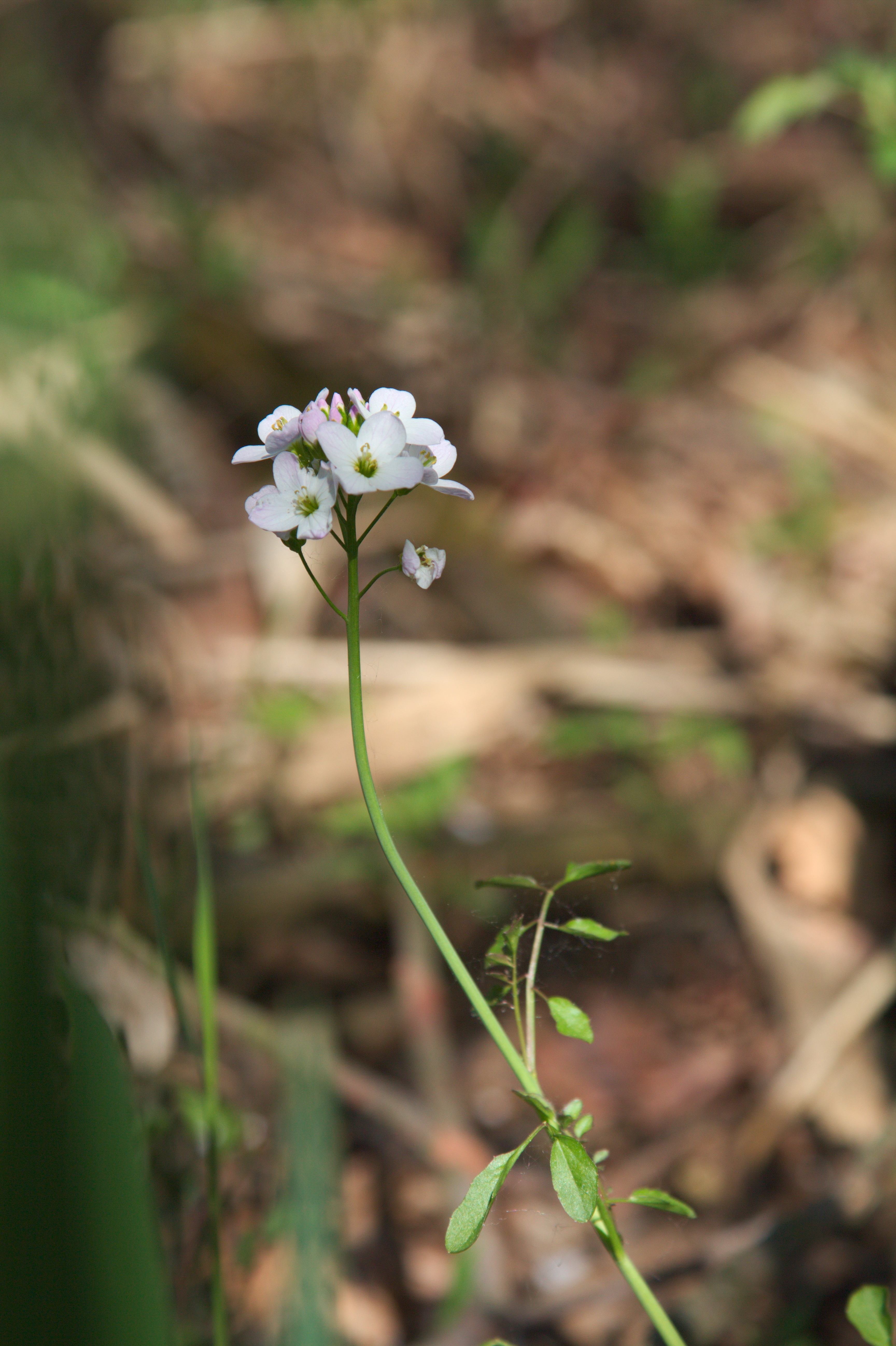